# فرانك كيندال إيفيرست جونيور
فرانك كيندال إيفيرست جونيور (بالإنجليزية: Frank Kendall Everest) هو طيار اختبار وضابط أمريكي، ولد في 9 أغسطس 1920 في فيرمونت في الولايات المتحدة، وتوفي في 1 أكتوبر 2004.